# 유럽 합중국
유럽 합중국(-合衆國, 영어: United States of Europe (USE), 독일어: Vereinigte Staaten von Europa), 유럽국(European State), 유럽 초국(European Superstate), 유럽 연방(European Federation, Federal Europe), 유럽 연방공화국(Bundesrepublik Europa)은 미국과 유사한 형태로 이루어진 유럽 각국들의 가설적 통합 시나리오이다.

## 같이 보기
- 연방제
- 솅겐 조약
  - 미니 솅겐
- 잠재적 초강대국(영어판)